# Rhynchactis
Rhynchactis är ett släkte av fiskar. Rhynchactis ingår i familjen Gigantactinidae.
Kladogram enligt Catalogue of Life:
| Rhynchactis | \| \| Rhynchactis leptonema \| \| \| \| \| \| Rhynchactis macrothrix \| \| \| \| \| \| Rhynchactis microthrix \| \| \| \| |
|             | \| \| Rhynchactis leptonema \| \| \| \| \| \| Rhynchactis macrothrix \| \| \| \| \| \| Rhynchactis microthrix \| \| \| \| |
|             | Gigantactis |
|             | |
|             | Rhynchactis leptonema |
|             | |
|             | Rhynchactis macrothrix |
|             | |
|             | Rhynchactis microthrix |
|             | |

|  | Rhynchactis leptonema  |
|  |                        |
|  | Rhynchactis macrothrix |
|  |                        |
|  | Rhynchactis microthrix |
|  |                        |